# اسفندان (کمیجان)
اسفندان، این روستا در استان مرکزی و شهرستان کمیجان. و در بخش مرکزی واقع شده که از نظر تقسیمات کشوری یکی از مراکز دهستان این شهرستان می‌باشد.